# Koen van de Laak
Koen Marinus Adrianus van de Laak (Vught, 3 settembre 1982) è un ex calciatore olandese, di ruolo centrocampista.

## Palmarès

### Club

#### Competizioni nazionali
- Eerste Divisie: 2

Den Bosch: 2000-2001, 2003-2004